# مؤسسه تحقیقات زغال‌سنگ ماکس پلانک
مؤسسه تحقیقات زغال‌سنگ ماکس پلانک (آلمانی: Max-Planck-Institut für Kohlenforschung) موسسه‌ای تحقیقاتی واقع در مولهایم آن در رور، آلمان است که در زمینه تحقیقات شیمیایی پیرامون کاتالیزورها تخصص دارد. این موسسه یکی از ۸۶ موسسه وابسته به انجمن ماکس پلانک (Max-Planck-Gesellschaft) است. این موسسه در سال ۱۹۱۲ در مولهایم آن در رور به عنوان مؤسسه تحقیقات زغال‌سنگ کایزر ویلهلم (Kaiser-Wilhelm-Institut für Kohlenforschung) برای مطالعه شیمی و کاربردهای زغال‌سنگ تأسیس شد و در سال ۱۹۴۹ به عنوان یک موسسه مستقل مکس پلانک شناخته شد.

## پژوهش‌ها
این موسسه تحقیقات اساسی را در زمینه شیمی آلی، شیمی آلی فلزی، کاتالیزورهای همگن و ناهمگن و همچنین شیمی نظری انجام می‌دهد. هدف اصلی توسعه روش‌های جدید برای تهیه انتخابی و سازگار با محیط‌زیست ترکیبات و مواد جدید است.
MPI KoFo از زمان شکل‌گیری از پیشگامان تحقیقات در زمینه شیمی بوده‌است. یکی از این موارد، توسعه فرایند فیشر–تروپش به واسطه تلاش‌های فرانتس فیشر و هانس تروپش در سال ۱۹۲۵ بود، زمانی که این موسسه هنوز تحت عنوان موسسه تحقیقات زغال‌سنگ کایزر ویلهلم فعالیت می‌کرد. کارل زیگلر برنده جایزه نوبل نیز در این موسسه در کنار هانس-گئورگ گلرت، یکی از شاگردان سابق خود، برای کشف واکنش (Aufbaureaktion) یا واکنش رشد در ترکیبات آلکیل آلومینیوم، فعالیت می‌کرد.